# Сан-Чипирелло
Сан-Чипире́лло (итал. San Cipirello) — коммуна в Италии, располагается в области Сицилия, подчиняется административному центру Палермо.
Население коммуны, на 01.01.2024 года, составляет 4884 человек, плотность населения составляет 229,27 чел./км². Занимает площадь 20 км². 
Почтовый индекс — 90040. Телефонный код — 091.
В коммуне 8 сентября особо празднуется Рождество Пресвятой Богородицы (Maria Santissima Immacolata).